# Uge (by)
 For alternative betydninger, se Uge. (Se også artikler, som begynder med Uge)
Uge (tysk: Uk) er en by i Sønderjylland med 231 indbyggere  (2024). Uge er beliggende 15 kilometer syd for Aabenraa, syv kilometer vest for Kliplev, seks kilometer nordøst for Tinglev og fem kilometer sydøst for Bolderslev. Landsbyen tilhører Aabenraa Kommune og er beliggende i Region Syddanmark.
Den hører til Uge Sogn, og Uge Kirke ligger i landsbyen.